# Oh cacchio
Oh cacchio è un singolo del rapper italiano Leon Faun pubblicato il 28 novembre 2019. È il primo singolo del rapper a essere certificato disco d'oro dalla FIMI.

## Descrizione
È l'ultimo singolo del rapper dove cita Mairon, città immaginaria vista in ogni suo singolo, come personaggio principale.

## Video musicale
Il video è stato pubblicato il giorno dopo sul canale YouTube del rapper. È stato diretto da Thaevil.

## Tracce
Testi di Leon de la Vallée, musiche di Alessio Marullo.
1. Oh cacchio – 2:10